# Мирненский сельский совет (Гуляйпольский район)
Мирненский сельский совет (укр. Мирненська сільська рада) — входит в состав
Гуляйпольского района
Запорожской области
Украины.
Административный центр сельского совета находится в 
с. Мирное
.

## Населённые пункты совета
- с. Мирное
- с. Загорное
- с. Чаривное

## История
- В 1970-е — 1980-е годы населённые пункты Мирненского сельского совета входили в Комсомольский сельский совет Гуляйпольского района[2].